# Don't need to be them
Don't need to be them är en singel av det svenska popbandet The Sun Days. Låten släpptes första gången 1 januari 2014 via Luxury och släpptes senare i ny version på bandets debutskiva 2015 (CD) och på amerikanska Run For Cover 2016 (LP).